# Micromus angularis
Micromus angularis is een insect uit de familie van de bruine gaasvliegen (Hemerobiidae), die tot de orde netvleugeligen (Neuroptera) behoort. 
Micromus angularis is voor het eerst wetenschappelijk beschreven door Perkins in 1910.